# Campeonato da Europa de Atletismo de 2022 - Lançamento de dardo masculino
A prova do lançamento de dardo masculino do Campeonato da Europa de Atletismo de 2022 foi disputada entre os dias  19 a 21 de agosto de 2022, no Estádio Olímpico de Munique, em Munique na Alemanha.

## Recordes
Antes desta competição, os recordes mundiais e do campeonato nesta prova eram os seguintes:
|                       | Nome          | Nacionalidade | Distância | Local     | Data                 |
| --------------------- | ------------- | ------------- | --------- | --------- | -------------------- |
| Recorde mundial       | Jan Železný   | Chéquia       | 98m 48cm  | Jena      | 25 de maio de 1996   |
| Recorde europeu       | Jan Železný   | Chéquia       | 98m 48cm  | Jena      | 25 de maio de 1996   |
| Recorde do campeonato | Steve Backley | Reino Unido   | 89m 72cm  | Budapeste | 23 de agosto de 1998 |

## Medalhistas
| Ouro               | Prata                | Bronze                |
| Julian Weber (GER) | Jakub Vadlejch (CZE) | Lassi Etelätalo (FIN) |

## Cronograma
Todos os horários são locais (UTC+2).
| Data         | Hora  | Evento       |
| ------------ | ----- | ------------ |
| 19 de agosto | 10:00 | Qualificação |
| 21 de agosto | 19:50 | Final        |

## Resultados

### Qualificação
Qualificação: Desempenho de 83.50 m (Q) ou os 12 melhores qualificados (q). 
| Posição | Grupo | Atleta                 | Nacionalidade | #1    | #2    | #3    | Resultados | Notas |
| ------- | ----- | ---------------------- | ------------- | ----- | ----- | ----- | ---------- | ----- |
| 1       | B     | Jakub Vadlejch         | Chéquia       | x     | 81.81 | –     | 81.81      | q     |
| 2       | B     | Julian Weber           | Alemanha      | 80.99 | 73.27 | x     | 80.99      | q     |
| 3       | B     | Lassi Etelätalo        | Finlândia     | 79.29 | –     | –     | 79.29      | q     |
| 4       | A     | Vítězslav Veselý       | Chéquia       | 79.27 | –     | –     | 79.27      | q     |
| 5       | A     | Toni Kuusela           | Finlândia     | 78.80 | 79.26 | –     | 79.26      | q     |
| 6       | B     | Andrian Mardare        | Moldávia      | 75.13 | x     | 78.78 | 78.78      | q     |
| 7       | B     | Alexandru Novac        | Roménia       | 77.68 | x     | 75.13 | 77.68      | q     |
| 8       | A     | Patriks Gailums        | Letônia       | 77.55 | x     | 77.02 | 77.55      | q     |
| 9       | A     | Martin Konečný         | Chéquia       | 72.01 | 77.49 | x     | 77.49      | q     |
| 10      | A     | Rolands Štrobinders    | Letônia       | 77.33 | x     | 75.54 | 77.33      | q     |
| 11      | B     | Andreas Hofmann        | Alemanha      | x     | 77.29 | x     | 77.29      | q     |
| 12      | B     | Timothy Herman         | Bélgica       | 77.20 | x     | –     | 77.20      | q     |
| 13      | B     | Toni Keränen           | Finlândia     | 77.01 | 76.63 | 74.62 | 77.01      |       |
| 14      | A     | Manu Quijera           | Espanha       | 76.67 | 74.23 | 76.51 | 76.67      |       |
| 15      | A     | Artur Felfner          | Ucrânia       | x     | 76.06 | x     | 76.06      |       |
| 16      | B     | Felise Vaha'i Sosaia   | França        | 74.70 | 72.35 | 70.22 | 74.70      |       |
| 17      | B     | Gatis Čakšs            | Letônia       | x     | 74.63 | x     | 74.63      |       |
| 18      | A     | Denis Adrian Both      | Roménia       | 74.62 | 73.14 | 73.48 | 74.62      |       |
| 19      | A     | Roberto Orlando        | Itália        | 71.82 | 73.59 | 69.94 | 73.59      |       |
| 20      | A     | Leandro Ramos          | Portugal      | 69.39 | 72.46 | 72.90 | 72.90      |       |
| 21      | A     | Arthur Wiborg Petersen | Dinamarca     | x     | 71.51 | 72.82 | 72.82      |       |
| 22      | A     | Thomas Röhler          | Alemanha      | 70.66 | 71.31 | x     | 71.31      |       |
| 23      | B     | Jakob Samuelsson       | Suécia        | x     | x     | 70.39 | 70.39      |       |
| 24      | B     | Emin Öncel             | Turquia       | 68.97 | x     | 67.15 | 68.97      |       |

### Final
A final ocorreu no dia 21 de agosto às 19:50.
| Posição           | Atleta              | Nacionalidade | #1    | #2    | #3    | #4    | #5    | #6    | Resultados | Notas           |
| ----------------- | ------------------- | ------------- | ----- | ----- | ----- | ----- | ----- | ----- | ---------- | --------------- |
| Medalha de ouro   | Julian Weber        | Alemanha      | 83.05 | x     | 77.01 | 87.66 | 83.33 | –     | 87.66      |                 |
| Medalha de prata  | Jakub Vadlejch      | Chéquia       | x     | 87.28 | 84.03 | x     | x     | x     | 87.28      |                 |
| Medalha de bronze | Lassi Etelätalo     | Finlândia     | 81.84 | 82.93 | x     | x     | 86.44 | x     | 86.44      | Recorde pessoal |
| 4                 | Vítězslav Veselý    | Chéquia       | x     | 76.76 | x     | 80.21 | 84.36 | 80.53 | 84.36      |                 |
| 5                 | Toni Kuusela        | Finlândia     | 78.89 | x     | 79.66 | x     | 80.20 | –     | 80.20      |                 |
| 6                 | Patriks Gailums     | Letônia       | 70.41 | x     | 78.82 | x     | 77.00 | x     | 78.82      |                 |
| 7                 | Andrian Mardare     | Moldávia      | 76.63 | 77.49 | 76.22 | x     | x     | x     | 77.49      |                 |
| 8                 | Rolands Štrobinders | Letônia       | 74.29 | x     | 76.16 | 77.10 | x     | x     | 77.10      |                 |
| 9                 | Alexandru Novac     | Roménia       | 75.78 | x     | 73.84 |       |       |       | 75.78      |                 |
| 10                | Timothy Herman      | Bélgica       | 74.84 | 72.90 | 72.76 |       |       |       | 74.84      |                 |
| 11                | Andreas Hofmann     | Alemanha      | 74.75 | 74.42 | x     |       |       |       | 74.75      |                 |
| 12                | Martin Konečný      | Chéquia       | x     | 73.48 | x     |       |       |       | 73.48      |                 |

Legenda
| Recorde mundial       | Recorde mundial (World record)               |                       | Recorde africano                      | Recorde africano (African) |                                           | Q | Classificado por posição (Qualified) |
| Recorde do campeonato | Recorde do campeonato (Championship record)  | Recorde da América    | Recorde da América (Americas)         | q                          | Classificado por melhor tempo (Qualified) |   |                                      |
| Melhor marca do ano   | Melhor marca do ano (World leading)          | Recorde asiático      | Recorde asiático (Asian)              | DNS                        | Não largou (Did not start)                |   |                                      |
| Recorde nacional      | Recorde nacional (National record)           | Recorde europeu       | Recorde europeu (European)            | DNF                        | Não terminou (Did not finish)             |   |                                      |
| Recorde pessoal       | Recorde pessoal do atleta (Personal best)    | Recorde da Oceania    | Recorde da Oceania (Oceania)          | DSQ / DQ                   | Desclassificado (Disqualified)            |   |                                      |
| Recorde da temporada  | Recorde da temporada do atleta (Season best) | Recorde sul-americano | Recorde sul-americano (South America) | NM                         | Sem marca (No mark)                       |   |                                      |